# Tristychius arcuatus
Il tristichio (Tristychius arcuatus) è un pesce cartilagineo estinto, appartenente agli ibodonti. Visse nel Carbonifero inferiore (circa 336 - 326 milioni di anni fa) e i suoi resti fossili sono stati ritrovati in Scozia.

## Descrizione
Questo animale assomigliava vagamente a un attuale spinarolo (Squalus acanthias) e raggiungeva una lunghezza di circa 60 centimetri. Possedeva una pinna caudale asimmetrica (eterocerca) con un lobo superiore molto sviluppato e un lobo inferiore ridotto, e la pinna anale era situata poco davanti a quella caudale. Tristychius aveva un aspetto massiccio a causa del notevole sviluppo delle pinne dorsali, pettorali e pelviche. Entrambe le pinne dorsali erano sostenute alla base da una cartilagine triangolare ed erano precedute da una spina (la prima era più inclinata della seconda, come quelle degli ctenacanti). L'articolazione delle pinne pettorali era tribasale, ma possedeva un asse metapterigiale come Sphenacanthus  e gli xenacanti. Inoltre, le cartilagini radiali si articolavano sia sopra che sotto a questo asse, ancora una volta come gli xenacanti.
La caratteristica principale di Tristychius riguarda le fessure branchiali. Queste ultime sono infatti ricoperte da un opercolo sostenuto da raggi cartilaginei; una struttura simile esiste in pochi altri elasmobranchi paleozoici, come il simmoriide Cobelodus e lo xenacanto Triodus, ma non è nota in nessun altro squalo ibodonte. I denti di Tristychius erano appuntiti e simili a quelli di altri squali arcaici come Sphenacanthus, ma non possedevano più di un paio di piccole punte laterali. Vi erano circa 40 gruppi di denti per ramo mascellare, per un totale di circa 500 denti nella bocca dell'animale. La struttura della mascella, di tipo anfistilico, era simile a quella della maggior parte degli elasmobranchi paleozoici. 

## Classificazione
Tristychius arcuatus venne descritto inizialmente da Louis Agassiz nel 1837 sulla base di una spina della pinna dorsale isolata; solo successivamente furono rinvenuti esemplari più o meno completi, provenienti dal sito di East Kirkton in Scozia. Tristychius è considerato uno dei più antichi e basali rappresentanti degli ibodonti, un gruppo di "squali" che ebbero notevole diffusione nel corso del Mesozoico, vagamente simili agli squali attuali ma già troppo specializzati per poter essere considerati possibili antenati. Un altro ibodonte affine, sempre proveniente dal Carbonifero scozzese, è Onychoselache.

## Paleoecologia
La forma del corpo di Tristychius indica che questo animale era un nuotatore piuttosto lento, che tuttavia si muoveva bene in ambienti lacustri. Le grandi spine presenti sul dorso erano probabilmente utilizzate dall'animale a scopo difensivo.